# Szapur III
Szapur III (ur. ?, zm. 388) – władca Persji z dynastii Sasanidów, syn Szapura II. Tron objął w 383 roku i rządził do swej śmierci.

## Życiorys
Był synem Szapura II, władcy Imperium Sasanidów w latach 309-379. W 383 roku zajął miejsce obalonego lub zamordowanego króla Ardaszira II. Podczas swojego panowania zaprzestał prześladowań chrześcijan i zawarł pokój z Bizancjum, który podzielił Armenię na strefy wpływów bizantyjską i sasanidzką. W 388 roku został zamordowany przez perską arystokrację. Tron przejął po nim jego syn Bahram IV.